# Niça (Erau)
Niça d'Ausseruna (en francès Nissan-lez-Enserune) és un municipi occità del Llenguadoc, del departament de l'Erau a la regió Occitània.

## Entorn geogràfic
La ciutat està inscrita en un territori de turons terciaris, entre la vall de l'Orb a l'est i la vall de l'Aude a l'oest. Forma part del cantó de Capestanh del departament de l'Erau, però està situat a la frontera amb el departament de l'Aude.
Els turons que l'envolten pel nord es van formar al Miocè, mentre que l'accés al sud està barrat per una llarga filera de turons que es van formar en l'Oligocè, una part dels quals va esdevenir les argiles rogenques del municipi. Aquests bancs d'argila van ser explotats al segle xix pels terrissaires i els fabricants de teules. Els pujols, encara que sovint són àrids, són propicis per al conreu de la vinya. La disminució de la ramaderia ovina va permetre la reforestació d'alguns turons, i així ofereixen àmplies zones de passeig.

## Heràldica
L'escut de la ciutat està representat per un gos daurat i una mitja lluna sobre fons blau.

## Història

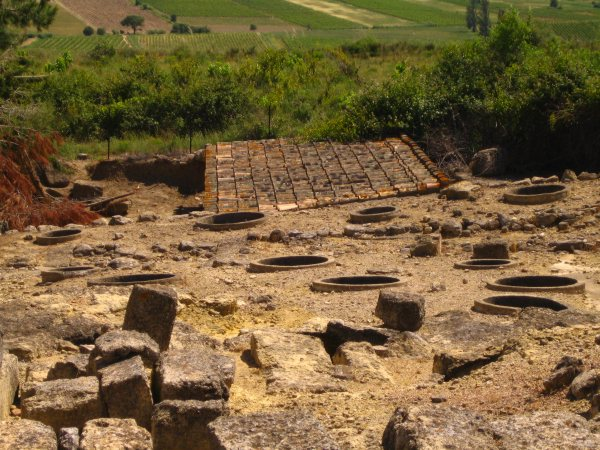
Restes arqueològiques de l'antiga Enserune

Niça d'Ausseruna es va crear a partir de l'antic Oppidum d'Ausseruna, les restes de la qual es poden visitar a dalt d'un turó proper a l'actual nucli urbà. El lloc va estar habitat des del segle vi aC per tribus iberes, com demostren els texts escrits en signari ibéric en les tombes de la necròpolis d'Ensérune fins a la fi del segle III a.c. quan arriben a la regió els volques arecòmics. Al segle I s'hi van establir els romans. Es creu que el lloc que els romans van fortificar devia ser originalment una explotació agrària i l'amo de la qual podia ser un tal «Anisius», d'on derivaria el nom de la ciutat. Probablement en època gal·loromana el nom del lloc es va dir en llatí Villa d'Anisius. Sembla que l'oppidum que es va formar al voltant d'aquesta masia, va ser destruït al segle iii i només van quedar algunes famílies disperses pel territori.
A la rodalia s'han trobat també restes de l'època visigoda: algunes capelles i oratoris construïts fora de la ciutat, datats en el segle v. Aquell va ser un període insegur que, probablement va portar a la gent que vivia dispersa a cercar refugi en un tipus de poblament més unit i a l'abric d'una muralla. Així es va començar a construir la nova Niça d'Ausseruna.
La nova ciutat apareix en documents del segle xi. Imbert i Bernard de Niça estaven enfrontats legalment el 1105 per la possessió d'una part del castell de Montadin. Bernard de Niça havia adquirit per 2.000 sous el castell de Niça i el seu feu de Lespignan a Bernard Pons de Colombiers. El 7 d'agost del 1178, Berenger i els seus germans, Pierre i Bernard de Niça, venien les terres amb motiu de l'ingrés de Berenger com a monjo a l'abadia de Fontcaude. Un altre Bernard de Niça va participar activament en la defensa dels territoris del Midi contra els Croats de Simó de Montfort, durant la croada contra els albigesos. Després de la presa de Besiers pels croats, els senyors d'aquelles viles de la plana difícilment defensables es van topar amb els defensors de Menerba. Bernard de Niça va morir en combat a prop del castell de Ventenac deixant només una filla, Adalays.
Els templers es van establir al districte de Périès.
Durant les guerres de religió, Henri de Montmorency, fou nomenat governador del Languedoc el 1563 i va fer freqüents estades a Besiers. Havia de negociar amb els senyors fidels al duc de Joyeuse. Va aconseguir signar diverses treves, el 1584, 1586, 1592 1595, la majoria de les vegades a Niça d'Aussseruna.
Niça és esmentada amb motiu d'un dels episodis de pesta de finals del segle xviii. La notícia diu que les autoritats de la ciutat van prendre la decisió de prohibir l'accés als forasters mentre durés l'epidèmia.
Durant la Revolució Francesa, els ciutadans del municipi van crear la société révolutionnaire, el mes de pradial de l'any II.
Més recentment, pel decret del 22 d'agost del 1950, Niça va prendre oficialment el nom de Nissan-lez-Enserune. Un carrer va ser anomenat així (rue du 22-Août) en commemoració d'aquest esdeveniment.

## Economia
El conreu de la vinya és important a la zona. Ja des de l'època romana, la vinya s'estenia a les planes i actualment també pels vessants dels turons. El desenvolupament massiu d'aquest conreu data de finals del segle xix, els mapes anteriors i la toponímia testimonien l'extensió d'altres cultius, en particular dels cereals a les zones planes també des de períodes molt antics. La viticultura ha determinat el tipus d'habitatge. Les antigues cases del centre de la ciutat, com en totes les ciutats del Llenguadoc, tenien sovint un celler amb botes de fusta pròpies i espai per a un cavall.
Durant la primera meitat del segle XX el moviment de les cooperatives vitícoles va contribuir a mantenir actius un gran nombre de petits propietaris de vinyes. La cooperativa de Niça forma part d'una de les agrupacions de cellers més gran i més actiu del departament, anomenada les Vignerons du Pays d'Ensérune.
Nissan s'ha beneficiat de la instal·lació del ferrocarril i d'una estació al voltant de la qual s'ha desenvolupat una petita zona industrial, on hi ha una fàbrica d'embalatge i una empresa d'exportació de fruita que la reparteix per diferents llocs d'Europa. La presència de la carretera reial, un important eix de comunicacions creat en època de Lluís XIV va millorar les comunicacions entre Besiers i Narbona. La perforació del canal del Migdia va contribuir a la rebuda de visitants al municipi, tot i que actualment són les ciutats de la ribera (Colombiers, Poilhes, Capestang, Sallèles) les que s'han vist més afavorides per l'economia del turisme.
Des del 1970, el poble ha crescut amb força cap al sud amb la instal·lació d'una població treballadora urbana (Besiers és a 10 km i Narbona a 15). El nombre de persones que participen directament en la viticultura ha caigut fortament. No obstant això, algunes àrees s'enfronten al repte de la producció de vins de qualitat i participen en la reactivació de la viticultura del sud de França.

## Demografia
El 2012 el municipi tenia 3.844 habitants. L'evolució del nombre d'habitants s'ha estat estudiant a través d'estadístiques a partir del 1793. Des del segle XXI aquests estudis es fan cada cinc anys.
Entre 1880 i 1900 es va donar el creixement més important que, després d'uns anys de davallada, va reprendre a partir del 2000.

## Llocs d'interès

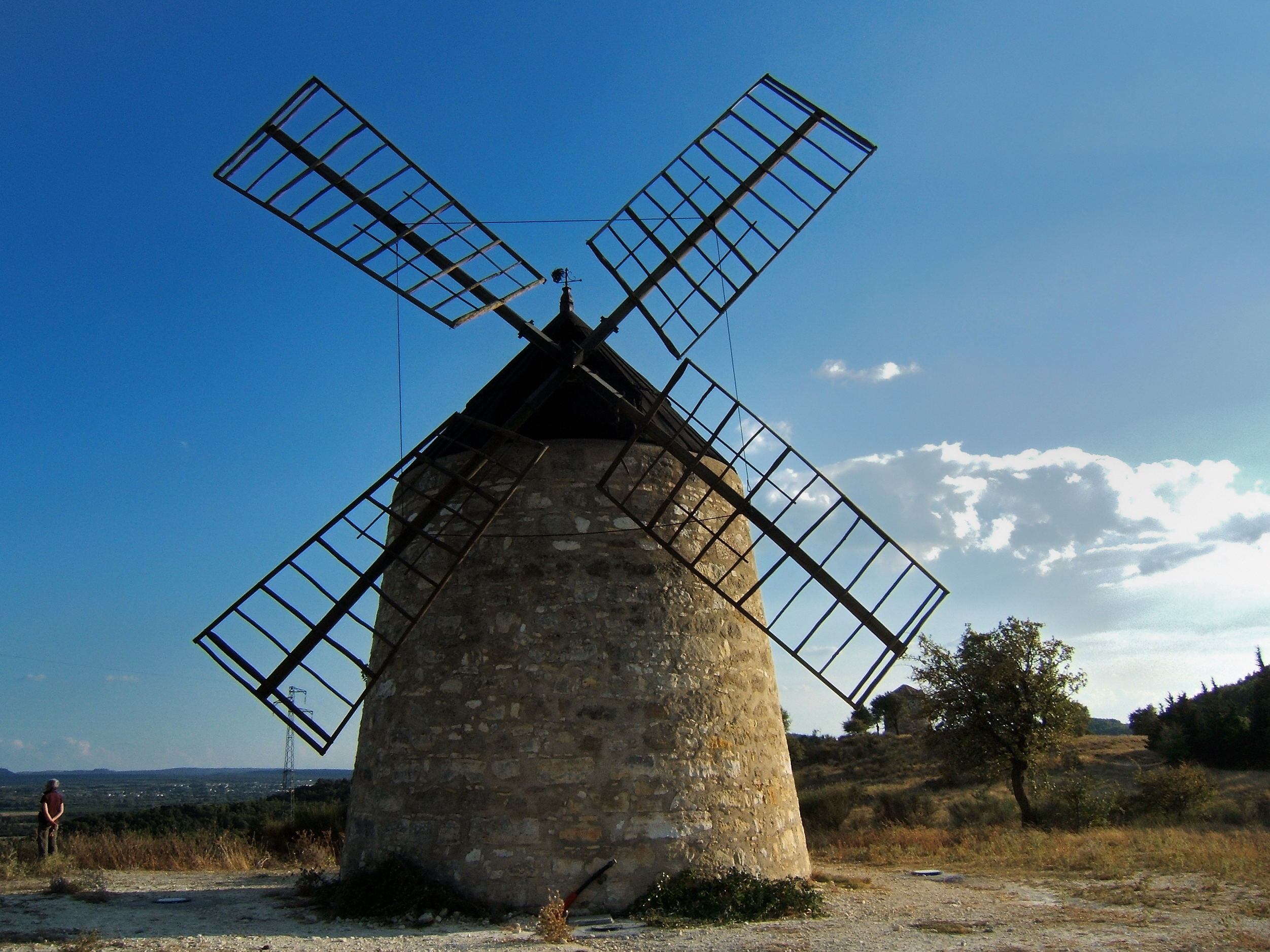
Un dels antics molins

- Oppidum d'Enseruna: El lloc de l'antiga ciutat fortificada, on es poden visitar els objectes trobats a les excavacions arqueològics.
- La capella de Nòstra Dama de Misericòrdia: Una antiga capella situada als afores.
- La capella de Sant Cristòl: També als afores. Data del segle v i ha estat restaurada recentment. Als inicis estava annexa a un petit monestir.
- L'església de Sant Saturnin: Era l'església d'un priorat, que depenia de l'abadia de Psalmodi. Les parts més antigues daten de l'època visigòtica, però les pintures al fresc dels murs són del segle xiv i l'orgue, que està classificat com a monument històric, és del 1834.
- El Pla: Un conjunt de carrers al centre antic amb cases que es conserven des de l'edat mitjana, seguint la línia de l'antiga muralla de la qual només resta la torre del rellotge i que queda davant de l'edifici de l'ajuntament.
- Els molins: Hi ha tres antics molins que van estar habitats fins a començament del segle xx. Dos dels molins anomenats Tiquet i Balayé van ser restaurats. El segon es fa servir per a moldre blat en ocasions especials.